# Antolín Faraldo
Antolín Faraldo Asorey o Faraldo (de) Malvar (Betanzos, La Coruña, 2 de septiembre de 1822 - Granada, 20 de junio de 1853) fue un escritor y periodista español, y uno de los padres del movimiento provincialista gallego de la primera mitad del siglo XIX.

## Biografía
Natural de Betanzos, Antolín era hijo de Feliciano Vicente Faraldo y de Francisca Asorey Canda; a veces utilizó como segundo el tercer apellido de su abuela materna, María Canda Pinto y Malvar. Su padre, escribano, era un activo defensor del absolutismo, aspecto que influyó decisivamente en su ideología.
Estudió, pese a los graves problemas económicos que sufría su familia tras el fallecimiento de su madre, en la Universidad de Santiago de Compostela, obteniendo el grado de Bachiller en Medicina en octubre de 1842. Era un gran apasionado de la historia y de la lectura, así como un joven implicado con los problemas de su tiempo, formando parte de múltiples movimientos y asociaciones públicas de la época.

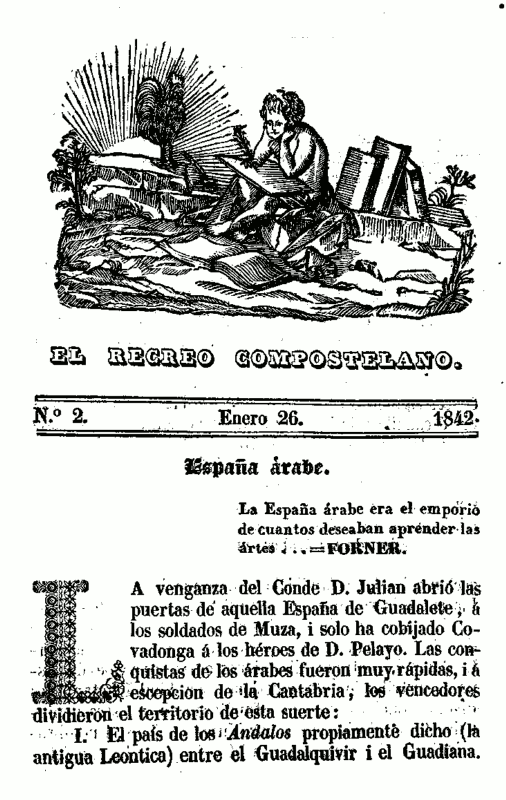
Portada del num. 2 de "El Recreo Compostelano". 26/01/1842.

En 1842 se incorpora como periodista al periódico El Recreo Compostelano, que dirigía Antonio Neira de Mosquera, del que pronto se convertiría en redactor principal empleando el seudónimo de Abenhumeya.
Entre febrero y octubre de 1845 funda y dirige, junto con José Rúa Figueroa y Antonio Romero Ortiz, la revista El Porvenir. Tenía por subtítulo Revista de la Juventud Gallega y su cabecera rezaba Todo para Galicia. En ella Faraldo tuvo la plataforma que necesitaba para exponer su modelo político de Galicia, manteniendo siempre una línea liberal (Manuel Ossorio y Bernard escribe que Demócrata) y regionalista. Dicho modelo se vería plasmado con su participación en la llamada Revolución de 1846, para la cual redacta el 15 de abril de 1846 la proclama de constitución de la Junta Provisional de Gobierno de Galicia, en la que era secretario.
Fracasado el intento de revolución contra el moderado Ramón Narváez, el 26 de abril de ese mismo año se ve obligado a exiliarse en Portugal junto a otros compañeros a bordo del buque Nervión. El 8 de septiembre es condenado en rebeldía por el citado levantamiento, si bien al año siguiente logró la amnistía y se instaló en Madrid. Allí dirigió durante un breve período la publicación La Europa, para perderse después su pista histórica hasta su fallecimiento en Granada, a la temprana edad de treinta años.

## Pensamiento político
Con una Galicia en crisis debido, principalmente, al intenso centralismo aplicado por la monarquía borbónica, la visión provincialista de Faraldo le supuso ser reconocido por autores como Manuel Murguía como "el primero y el mejor" de los precursores del llamado Rexurdimento (en Los precursores, de 1865).
El pensamiento de Faraldo puede resumirse en el siguiente párrafo, extraído de la citada proclama de constitución de la Junta Provisional de Gobierno de Galicia:

Galicia, arrastrando hasta aquí una existencia oprobiosa, convertida en una verdadera colonia de la corte, va á levantarse de su humillación y abatimiento. Esta Junta, amiga sincera del país, se consagrará constantemente á engrandecer el antiguo reino de Galicia, dando provechosa dirección á los numerosos elementos que atesora en su seno, levantando los cimientos de un porvenir de glora. Para conseguirlo se esforzará constantemente en fomentar intereses materiales, crear costumbres públicas, abrir las fuentes naturales de su riqueza, decrépita fundada sobre la ignorancia. Despertando el poderoso sentimiento de provincialismo, y encaminando á un solo fin todos los talentos y todos los esfuerzos, llegará á conquistar Galicia la influencia de que es merecedora, colocándose en el alto lugar á que está llamado el antiguo reino de los suevos.

A través de las publicaciones en las que colaboraba, Faraldo pretendía generar en la juventud gallega de la época una conciencia de la problemática gallega, y lo hacía basándose en el engrandecimiento de su historia, sin duda influenciado por el naciente espíritu romántico. En sus propias palabras, entendía que a medida que Galicia sea más conocida será más respetada y admirada.
Entre sus influencias y referentes se encontraban socialistas, liberales, tradicionalistas y católicos confusamente, como Donoso Cortés, Drevineau y Lamartine. Trataba de relacionar a Thiers y Guizot con Fourier y Sismondi, y Chateaubriand con Saint-Simon. Destacaba para él Fourier, considerándolo "el mesías del siglo XIX".
No obstante, el fracaso de la Revolución de 1846 y su posterior exilio truncaron sus ilusiones políticas, que ya no se plasmarán en los textos por él escritos desde ese momento y hasta su fallecimiento.